# Prodan Gardżew
Prodan Stojanow Gardżew (bułg. Продан Стоянов Гарджев; ur. 8 kwietnia 1936 w Burgasie, zm. 5 lipca 2003 tamże) – bułgarski zapaśnik. Dwukrotny medalista olimpijski.
Walczył w stylu wolnym, w kategorii średniej (do 79, a później 87 kilogramów). Brał udział w trzech igrzyskach (IO 60, IO 64, IO 68), na dwóch zdobywał medale. Triumfował w 1964, był trzeci w 1968. Był mistrzem świata w 1963 i 1966 oraz brązowym (1965) medalistą tej imprezy. Stawał na podium mistrzostw Europy (srebro w 1968, brąz w 1967). Czwarty w Pucharze Świata w 1958 roku.